# Conseil britannico-irlandais
Le Conseil britannico-irlandais (en anglais : British–Irish Council, soit BIC) est une organisation internationale créée par l'accord de Belfast en 1998. Parmi ses membres, elle compte des représentants :
- de deux États souverains : l'Irlande et le Royaume-Uni ;
- de trois administrations autonomes : l'Irlande du Nord, l'Écosse et le Pays de Galles
- de trois dépendances de la Couronne : Guernesey, l'île de Man et Jersey.

Le Conseil fut officiellement créé le 2 décembre 1999.

## Activités
Le Conseil s'accorde dans certains domaines pour lesquels les membres engagent leurs responsabilités individuelles. L'accord de Belfast énonce notamment les réseaux de transport, l'agriculture, les questions environnementales, la culture, la santé, l'éducation et l'approche à avoir avec l'Union européenne comme question à soulever en premier point. Cependant, ces domaines de travail peuvent être étendues ou réduites par décision du Conseil. Il est aussi possible pour le Conseil de faire des accords et des politiques communes. Ces accords sont passés par consensus, bien que les membres puissent décider de ne pas participer à la mise en œuvre de ceux-ci.
La liste actuelle des domaines d'activité est la suivante :
- Planification spatiale collaborative (Irlande du Nord)
- Démographie (Écosse)
- Inclusion numérique (Île de Man)
- Politique des premières années (pays de Galles)
- Énergie (Royaume-Uni et Écosse)
- Environnement (Royaume-Uni)
- Logement (Irlande du Nord)
- Langues indigènes, minoritaires et peu utilisées (pays de Galles)
- Abus des médicaments (Irlande)
- Inclusion sociale (Écosse et pays de Galles)
- Transport (Irlande du Nord)

Parmi les anciens secteurs d'activité se trouve l'économie de la connaissance, l’e-santé/la télémédecine et le tourisme.

## Nom du Conseil
Les suggestions concernant le nom du Conseil sont notamment Council of the British Isles (« Conseil des îles britanniques ») et Council of the Isles (« Conseil des îles »), et le Conseil est parfois désigné ainsi. Cependant, du fait des sensibilités existante autour du nom British Isles, plus particulièrement en Irlande, le nom British-Irish Council est accepté.
Le nom officiel du Conseil, dans les autres langues des membres, est le suivant :
- irlandais : Comhairle na Breataine-na hÉireann[2]
- guernesiais : Conseil Britannique-Irlàndais
- jersiais : Conseil Britannique-Irlandais
- mannois : Coonceil Ghoaldagh-Yernagh
- gaélique écossais : Comhairle Bhreatainn-Èirinn
- scots : Breetish-Erisch Cooncil
- gallois : Cyngor Prydain-Iwerddon

## Sources
- (en) Cet article est partiellement ou en totalité issu de l’article de Wikipédia en anglais intitulé « British–Irish Council » (voir la liste des auteurs).

## Compléments